# آی‌آرای‌اس ۱۲۱۹۴–۶۰۰۷
آی‌آرای‌اس ۱۲۱۹۴–۶۰۰۷ یک ستاره است که در صورت فلکی چلیپا قرار دارد.